# 東弗里霍爾德 (新澤西州)
東弗里霍爾德（英語：East Freehold）是位於美國新澤西州蒙茅斯縣的普查規定居民點。

## 人口
根據2020年美國人口普查的數據，東弗里霍爾德的面積為7.74平方千米，當中陸地面積為7.72平方千米，而水域面積為0.02平方千米。當地共有人口4987人，而人口密度為每平方千米644.32人。